# Aleksandr Karshakevich
Aleksandr Karshakevich (Minsk, 6 de abril de 1959) es un exjugador de balonmano bielorruso que fue internacional con la selección de balonmano de la Unión Soviética.
Con la selección ganó la medalla de oro en los Juegos Olímpicos de Seúl 1988 y en el Campeonato Mundial de Balonmano Masculino de 1982, así como las medallas de plata en los Juegos Olímpicos de Moscú 1980 y en el Campeonato Mundial de Balonmano Masculino de 1990.

## Palmarés

### SKA Minsk
- Copa de Europa de balonmano (3): 1987, 1989, 1990
- Recopa de Europa de Balonmano (2): 1983, 1988
- Liga de balonmano de la Unión Soviética (6): 1981, 1984, 1985, 1986, 1988, 1989
- Copa de balonmano de la Unión Soviética (3): 1980, 1981, 1982

## Clubes
| Club             | País        | Año         |
| ---------------- | ----------- | ----------- |
| SKA Minsk        | Bielorrusia | 1979 - 1990 |
| DJK Hürth Gleuel | Alemania    | 1990 - 1994 |